# Крильон (пароход)
"Пруссия" (нем. Preussen""), с 1946 года "Крильон"— грузовой морской железнодорожный паром, построенный в 1909 году на верфи Stettiner Maschinebau AG «Vulcan» в Штеттине в Германии и эксплуатировавшийся на паромной линии Зассниц — Треллеборг на пару с судном-близнецом Deutschland. В 1946 году судно было передано Советскому Союзу в качестве репараций для работы на советском Дальнем Востоке, переименовано в Крильон и прослужило до 1975 года. После списания судно использовалось в качестве гостиницы «Морская I» во Владивостоке и затем во вновь строящемся морском порту Восточный в бухте Врангеля, где до 1984 года одновременно выполняло функцию плавучей котельной для обогрева возводимых береговых зданий строящегося морского порта.

## История судна

### Пароход "Preussen"
Судно под заводским номером 293 по заказу германской компании Königlich Preußische Eisenbahndirektion из Зассница было спущено на воду 3 апреля 1909 года на верфи «Stettiner Maschinebau AG Vulcan» в Штеттине. Судно неограниченного района плавания имело 8 водонепроницаемых переборок. В июне 1909 г. оно было передано заказчику и с 7 июля 1909 года эксплуатировалось на линии Зассниц — Треллеборг до начала Первой мировой войны и продолжало свою деятельность до столкновения 15 октября 1915 года с германским миноносцем S 100 (Torpedbåt T1100) в Балтийском море (54°30′ с. ш. 13°43′ в. д.), в результате чего погибло 39 моряков и затонул миноносец.
7 ноября 1915 года вместе с миноносцем V 154 судно участвовало в спасении выживших с торпедированного британской подлодкой E19 крейсера Undine.
После окончания Первой мировой войны судно подверглось основательному ремонту и 1 апреля 1920 года было передано в распоряжение Deutsche Reichseisenbahnen (DR) — имперских железных дорог.
В 1922 году «философский пароход», собирательный образ из как минимум пяти судов, в числе которых третьим был пароход Preussen, увозил в Германию высланных представителей петербургской интеллигенции: академика Нестора Котляревского, профессора петроградского Политехнического Института Ф. Ю. Левинсона Лессинга, бывшего директора Технологического Института Кирпичёва, режиссёра Н. Н. Евреинова, драматурга Виктора Рышкова и других.
29 апреля 1926 года пароход Cobra компании HAPAG на полном ходу врезался в плавучий док на верфи AG «Vulcan» в Штеттине, в котором в этот момент находился паром Preussen. От сильного удара паром завалился на бок, получив повреждения борта и надстроек.
В 1933—1938 годах паром Preussen поддерживал также транспортное сообщение с Восточной Пруссией. 10 декабря 1937 года судно село на мель во время сильного снегопада в районе Stubbenkammer (остров Рюген) и затонуло, и его удалось поднять лишь 31 декабря 1937 года и отправить в ремонт 5 января 1938 года. В спасательной операции участвовали буксиры Seeteufel и Seeadler. Ремонт осуществлялся на верфи Oderwerke AG в Штеттине.
Во время Второй мировой войны судно работало на паромной линии и периодически использовалось как вспомогательный минный заградитель. С открытием Второго фронта в Европе и с прекращением сообщения с Треллеборгом в сентябре 1944 года паром усилиями фирмы Schenker & Co CmbH был переоборудован в транспорт для перевозки раненых из Кенигсберга, Пиллау и Данцига. 10 ноября 1944 года транспорт Preussen был направлен в Пиллау. 14 декабря 1944 года на транспорте было установлено 11 орудий: одно калибром 37 мм и десять — 20 мм. В январе 1945 года судно ходило в Виндаву и Либаву и вывезло из окружения 16 250 немецких солдат и беженцев из числа гражданского населения. Ещё до взятия Кенигсберга и сдачи в плен группировки армий Север в Восточной Пруссии судно в марте 1945 года было переброшено на датское направление, где было захвачено в мае 1945 года в порту Калуннборг британскими спецпозразделениями и перегнано в Травемюнде, где транспорт Preussen был передан германской дирекции Reichsbahndirektion из Гамбурга Альтоны. Портом приписки транспорта стал Любек. До 20 марта 1946 года судно использовалось на линии Травемюнде — Треллеборг и Любек — Гдыня. Его пассажирами стали бывшие военнослужащие и репатрианты. 21 марта 1946 года пассажирское судно Preussen было передано Советскому Союзу. Церемония передачи состоялась в Любеке, где в 12 часов дня в присутствии представителей Великобритании на пароходе был поднят советский флаг, а судно получило наименование Крильон.

### Крильон
После передачи судно отправилось первоначально на ремонт в Одессу. После ремонта и подготовки к переходу зачисленное в Сахалинское государственное морское пароходство грузо-пассажирское судно Крильон отправилось в 1947 году из Одессы во Владивосток и было поставлено на грузо-пассажирскую линию Владивосток — Холмск, а в 1950 году пароход перевели на баланс Дальневосточного морского пароходства, откуда судно в 1951 году было отправлено в порт Дальний на завод «Совкитсудстрой» для модернизации, где трофейный пароход превратили в современное комфортабельное судно по проекту ЦПКБ-7 (строительный № 885). В 1959 году Крильон вернулся из Дальнего во Владивосток.
В 1983 году руководство ДВМП приняло решение продать пароход «Крильон» японскому покупателю. Для приведения судна в мореходное состояние и с последующим перегоном его  в порт назначения Симоносеки в сентябре 1983 г. на судно была направлена судовая команда во главе с опытным капитаном Григорьевым В.И. За полгода была восстановлена мореходность судна  в соответствие с правилами Морского Регистра СССР, так как за время длительного простоя судна, ошвартованного к необорудованному берегу в качестве гостиницы и главным образом в качестве котельной для обогрева портовых сооружений строящегося порта Восточный, требовалось осуществить полную конвертацию корпуса судна, восстановить  водонепроницаемость корпуса, внутренних водонепроницаемых переборок, восстановить балластную, фановую и паровые системы, управление якорными лебедками, навигационное оборудование и пр. Проект конвертации судна выполнили специалисты института Дальморниипроект, технические работы осуществил Находкинский судоремонтный завод.
8 апреля 1984 г. судно было выведено на рейд порта Восточный и в течение 9-11 апреля двумя морскими буксирами было успешно отбуксировано на рейд порта Симоносеки. При подписании коносамента в офисе покупателя в городе Симоносеки выяснилось, что фактическим покупателем судна является корейская компания, а целью покупки судна было его последующее использование в качестве плавбазы на военно-морской базе ВМС США в Южной Корее.
В тот же день, 11 апреля 1984 г. , после завершения процедуры приемо-передачи судна и схода команды с борта, покупатель парохода "Крильон" приступил к его буксировке в направлении Южной Кореи.
Таким образом, японская фирма - покупатель скрыла от продавца судна истинную цель его покупки.
Остается неизвестным, сколько еще лет пароход «Крильон», построенный на верфи «Вулкан» в Штеттине в 1909 г. , прослуживший в морском флоте Германии 37 лет под именем "Preussen", переданный по репарации в  СССР в 1946 г. и прослуживший еще 38 лет в составе морского флота Советского Союза, находился в эксплуатации теперь уже Военно-морского флота США в Южной Корее.
Примечание. Перед буксировкой парохода из порта Восточный в Японию команда судна демонтировала с лобовой части ходовой рубки бронзовый государственный герб СССР (60 см х 60 см, вес 30 кг), который находится на хранении у последнего капитана парохода "Крильон" ("Pruessen") Григорьева В.И.